# 報恩寺 (京都市)
報恩寺（ほうおんじ）は、京都市上京区にある浄土宗の寺院。山号は尭天山。本尊は阿弥陀三尊。「鳴虎」の通称で知られる。

## 歴史
詳しい創建年は不明であるが、寺伝では室町時代に一条高倉に天台浄土兼学の寺院・法園寺（または法音寺）として創建されたという。
室町時代中期には八宗兼学の寺となっていたが廃れてしまっていたため、文亀元年（1501年）に後柏原天皇の命により、慶誉によって堀川今出川に浄土宗の寺院として再興され、名称も報恩寺と改められた。この時、天皇から「虎の図」が拝領されている。
天正13年（1585年）に豊臣秀吉の命により現在地に移転する。この頃であろうか、秀吉は当寺に来た際に後柏原天皇から頂いた「虎の図」を目にして気に入ると、それを借りて聚楽第に持ち帰って飾ってみたところ、「虎の図」は一晩中うるさく吠えて秀吉は眠ることができず、すぐに当寺に「虎の図」を返却したという。それ以来、この「虎の図」は「鳴虎」と呼ばれるようになり、当寺の通称ともなった。
元和9年（1623年）8月4日、福岡藩主黒田長政は京都における黒田家の位牌寺である当寺に宿泊していたところ、客殿にて56歳で亡くなった。徳川家光の将軍宣下の先遣として病を押して先に上洛していたところであった。
享保15年（1730年）に享保の大火（西陣焼け）、次いで天明8年（1788年）1月30日の天明の大火で全焼したが、その後再建されている。

## 境内
- 客殿（方丈） - 当寺の本堂でもある。文政元年（1818年）再建。本尊の阿弥陀三尊像は快慶の作という。
- 庭園 - 枯山水庭園。
- 庫裏
- 庭園
- 五重石塔
- 茶室
- 後西天皇皇女賀陽宮墓
- 阿部正勝の墓
- 仁舜尼の墓 - 豊臣秀吉の侍尼。
- 政長稲荷社
- 地蔵堂
- 鐘楼 - 梵鐘は平安時代の作で「撞かずの鐘」（重要文化財）と呼ばれる。応仁の乱の際には陣鐘に使われたという。
- 山門 - 山門の前にある石橋は慶長7年（1602年）に仁舜尼によって寄進されたもので、かつてこの下には小川通の名の由来となった小川（こかわ）が流れていたが現在は埋め立てられている。

## 文化財

### 重要文化財
- 梵鐘
- 大黒天像 - 走り大黒天で空海の作という。京都国立博物館寄託。

## 前後の札所
通称寺の会（鳴虎）

## 住所
- 京都市上京区小川通寺之内下ル射場町579

## 交通
- 京都市営地下鉄烏丸線 今出川駅 徒歩10分